# Ave Maris Stella
Ave Maris Stella (latinsko, »Zdrava, morska zvezda«) je himna za večernice v Molitvenem bogoslužju rimokatoliške Cerkve za Marijine praznike. Njen izvor je neznan, avtorstvo pripisujejo Venanciju Fortunatu ali Pavlu Diakonu, vendar pa sega vsaj do 9. stoletja; od takrat je namreč rokopis iz samostana v St. Gallenu, kjer je prvič izpričana. Obstaja vrsta koralnih napevov zanjo, pa tudi kasnejši skladatelji so jo radi uglasbili.
Svoje mesto ima tudi v pobožnosti posvetitve Mariji sv. Ludvika Grignona Montfortskega.

## Latinsko besedilo s slovenskim prevodom
| Ave, maris stella, Dei mater alma, atque semper virgo, felix cœli porta.           | Zdrava, morska zvezda, ljuba Božja Mati, vseh devic Devica in nebeška vrata.     |
| Sumens illud «Ave» Gabrielis ore, funda nos in pace, mutans Evæ nomen.             | Ave – te pozdravlja Gabriel, nadangel, srečno drugo Evo, ki nam mir prinašaš.    |
| Solve vincla reis, profer lumen cæcis, mala nostra pelle, bona cuncta posce.       | Ti jetnike reši, slepim vid povrni, zlo od nas odvrni, z dobrim nas obdari.      |
| Monstra te esse matrem, sumat per te precem qui pro nobis natus tulit esse tuus.   | Mater se izkaži, tvoje božje dete naj po tebi usliši naše srčne želje.           |
| Virgo singularis, inter omnes mitis, nos culpis solutos mites fac et castos.       | O, Devica sveta, blaga vsa in čista, vseh nas grehov reši, čistost v nas obnovi. |
| Vitam præsta puram, iter para tutum, ut videntes Jesum semper collætemur.          | Naj kot ti živimo, varno pot nam kaži, da se s tvojim Sinom v raju veselimo.     |
| Sit laus Deo Patri, summo Christo decus, Spiritui Sancto honor, tribus unus. Amen. | Čast Bogu Očetu, Kristusu Gospodu in enako Duhu Svetemu na veke. Amen.           |